# Agnosie
L'agnosie est l'incapacité de reconnaître certains stimuli en l'absence de déficits sensoriels primaires comme la cécité ou la surdité par exemple. Il s'agit d'une affection neurologique caractérisée par la perte d'informations qui permettent d'interpréter certains types de sensations reçues.  Le sujet atteint perçoit les stimuli, mais ne les traite pas au niveau logique. L'agnosie n'est pas un trouble de la conception, du langage.  Il existe plusieurs types d'agnosies selon la modalité sensorielle ou le type de perception qui est affecté (agnosies tactiles, auditives et visuelles).

## Étymologie
Le terme scientifique « agnosie » a été formé au XIXe siècle à partir du grec ancien αγνωσια / agnôsia, « ignorance », formé du préfixe privatif α / a et de γνῶσις / gnôsis, « connaissance ».

## Étiologie
Les agnosies sont généralement causées par un traumatisme crânien, un accident vasculaire cérébral ou une tumeur causant des dommages dans les aires sensorielles associatives du cortex.
- Accident vasculaire cérébral, ischémie. Lésion cérébrale des aires primaires.
- Épilepsie : syndrome de Landau-Kleffner donnant une agnosie auditive verbale acquise.
- Démences.

## Agnosies visuelles
Il s'agit d'un déficit de la capacité de reconnaissance visuelle causé par une lésion au niveau du lobe occipital et des aires associatives visuelles. Le patient ne peut reconnaître l'objet par la vision, mais peut cependant le reconnaître par d'autres sens tels que le toucher, l'audition ou l'odorat. Afin de distinguer les deux types d'agnosies visuelles cités ci-dessous, Humphreys et Riddoch (1987) produisent un modèle de reconnaissance des objets encore utilisé de nos jours pour orienter le diagnostic.

### Agnosie visuelle aperceptive
Dans l'agnosie visuelle aperceptive, le patient est incapable de reconnaître, copier ou apparier des formes simples. L'acuité visuelle, la perception de la couleur et la perception du mouvement sont préservées. Le patient peut parfois reconnaître des parties de l'objet, mais est incapable de former le percept de l'objet, de synthétiser l'information sensorielle qu'il reçoit.
L'agnosie aperceptive est le déficit de la perception des formes. La dénomination d'un objet est impossible. Le sujet n'a pas accès à la signification de l'objet en question (impossibilité de savoir à quoi il sert). On distingue trois types d’agnosies aperceptives :
- l'agnosie de la forme qui est l’incapacité à discriminer les formes géométriques élémentaires ;
- l'agnosie intégrative qui est l’absence d’intégration globale cohérente des informations ;
- l'agnosie de transformation : le patient ne peut décrire un objet que de son point de vue (il ne peut pas le décrire comme s'il le voyait de côté, par exemple).

### Agnosie visuelle associative
L'agnosie visuelle associative est une incapacité à reconnaître les objets bien que la personne les perçoive.  Elle est habituellement causée par une lésion dans les aires associatives temporales ou occipitales.  Le patient ne peut identifier l'objet alors qu'il est généralement capable de dessiner l'objet à partir d'un modèle, de le comparer ou l'apparier à un autre objet et d'utiliser l'objet correctement.  Le problème semble situé au niveau de l'association (d'où le nom d'« associative ») entre la représentation visuelle de l'objet et ses liens sémantiques (connaissances sur l'objet, catégorie, fonction).  Le percept est formé mais n'évoque pas la trace mnésique de sa signification. Toutefois, la signification du concept est souvent préservée, ce qui est visible si on demande au patient d'attribuer une définition au mot qui correspond à l'objet qui lui est présenté.  
En évaluation, on notera qu'une personne qui souffre d'agnosie visuelle associative a des difficultés à faire des dessins de mémoire montrant que l'accès à l'image mentale de l'objet est déficient. Elle éprouvera souvent des difficultés à acquérir de nouvelles informations concernant les objets.  
Dans l'agnosie associative, la perception de la forme est normale mais la perception de la signification de l'objet est diminuée. On distingue l'agnosie sémantique de l'agnosie d'accès sémantique (difficilement observable).

### Prosopagnosie
Ce mot vient du mot grec prosos, qui signifie « visage ». La prosopagnosie est l'incapacité à reconnaître les visages familiers.  Les patients voient bien les morceaux du visage (nez, yeux, bouche...), mais ils ne forment pas un tout reconnaissable pour eux.  Certains patients ont même de la difficulté à reconnaître les caractéristiques du visage comme le sexe, l'âge et l'expression faciale en plus de l'identité de l'individu.  Ils peuvent reconnaître les gens par leur voix ou parfois leur posture ou leurs vêtements.  Les personnes prosopagnosiques ont peu de problème à apparier des visages, mais ils ont souvent de la difficulté à mémoriser de nouveaux visages.  La prosopagnosie est souvent causée par des lésions bilatérales aux régions occipito-temporales inférieures.  Ces patients ont souvent de la difficulté à reconnaître les objets dans des catégories où les items individuels se distinguent par des caractéristiques fines, comme des édifices familiers ou des modèles de voitures. Ce trouble est à différencier du syndrome de Capgras dans lequel les patients reconnaissent la personne mais n'ont pas de sentiment de familiarité. Ils ont l'impression que cette personne a été remplacée par une autre lui ressemblant fortement. On s'approche plus dans ce cas d'une pathologie psychiatrique de type psychose.

### Achromatognosie ou agnosie aperceptive des couleurs
L'achromatognosie est une incapacité à identifier les différentes teintes de couleurs. Ce problème d'origine cérébrale doit être distingué du daltonisme, qui est plutôt dû à une anomalie génétique des cônes de la rétine. Les lésions qui causent l'achromatognosie sont généralement bilatérales dans les régions occipito-temporales du cortex.

### Agnosie associative des couleurs
L'agnosie associative des couleurs est une incapacité à associer une couleur particulière avec un objet particulier.  La perception des couleurs est normale mais le patient est incapable de choisir tous les objets d'une couleur donnée parmi une série d'objets, d'indiquer une couleur sur commande verbale, de nommer la couleur ou d'évoquer la couleur d'objets communs (banane, fraise).  Les lésions semblent causer une déconnexion des aires responsables de la perception des couleurs et des régions plus complexes impliquées dans les associations sémantiques.

### Alexie agnosique
L'alexie est l'impossibilité de reconnaissance des mots (lettres) écrits.

### Simultagnosie
Il est important de préciser que la qualification de la simultagnosie en tant qu’agnosie visuelle est contestée. 
C’est en 1924 qu’un chercheur a décrit le cas d’un de ses patients qui était incapable d’interpréter une image complexe ou de lire d’une autre façon que lettre par lettre. Il a qualifié ce trouble de « percevoir tout ». D’après lui, c’est la forme la plus élaborée d’agnosie visuelle.
Par la suite Luria a étudié un patient souffrant de ce même trouble et prétendait que les mouvements du regard étaient perturbés et en a déduit que les troubles du regard avaient un rôle primordial dans l’agnosie visuelle. Lhermitte quant à lui a étudié deux cas d’agnosie visuelle et pour lui les mouvements du regard étaient tout à fait normaux.
Kinsbourne et Warrington ont étudié 4 cas de simultagnosie. Pour eux ce n’est pas un déficit gnosique car la perception, la dénomination et la mémorisation de formes isolées étaient normales, ils émettent plutôt l’hypothèse qu’il y a une réduction de la mémoire immédiate. 

### Akinétopsie
C’est en 1983 que Zihl et ses collaborateurs ont décrit le trouble d’une patiente qui avait une lésion sous-corticale bilatérale située à la jonction temporo-occipitale latérale. Cette patiente était incapable de percevoir le mouvement des objets.
Dans la littérature, on ne retrouve pas d’autre cas. Mais Horton et Trobe, en 1999, ont vu deux patients qui semblaient avoir ce trouble, ces patients recevaient un antidépresseur inhibiteur de la recapture de la sérotonine. Mais dans ces cas, le trouble était réversible.

## Agnosies auditives
Les agnosies auditives sont des troubles de la reconnaissance des sons qui ne peuvent être attribués à la surdité ou à des troubles de compréhension du langage. Elles sont causées par une lésion au lobe temporal.

### Agnosie des sons
L'agnosie des sons est une incapacité à identifier les sons de l'environnement. Le patient dit parfois entendre toujours le même son ou encore il confond les sons entre eux. Cependant, il perçoit correctement la parole. Par exemple, il saura reconnaître le mot « bonjour » quand une personne lui dira, mais il ne reconnaîtra pas le son d'une sirène de pompier.

### Surdité verbale pure
Il ne s'agit pas de surdité à proprement parler. L'oreille n'est pas endommagée, mais ce trouble est causé par une lésion au lobe temporal. La surdité verbale pure est un problème rare qui affecte la capacité à reconnaître les mots sans affecter la reconnaissance des sons non verbaux.

### Phonagnosie
La phonagnosie est une difficulté spécifique à reconnaître les voix de ses proches ou de personnalités connues. Dans le lobe temporal supérieur, il y a des aires sélectives aux voix, qui sont possiblement touchées chez les personnes phonagnosiques.

### Amusie
L'amusie est un problème de perception de la musique. Elle peut prendre plusieurs formes dont l'incapacité à discriminer différentes tonalités, une difficulté à reconnaître les mélodies, ou un trouble de reconnaissance des rythmes. Elle est habituellement causée par une lésion dans les régions temporales supérieures (cortex associatif auditif) de l'hémisphère droit.

## Agnosies somesthésiques
Les agnosies somesthésiques ne sont pas dues à des difficultés sensorielles, mais à des lésions aux aires associatives somesthésiques du cortex.

### Astéréognosie
L'astéréognosie est un déficit du « sens stéréognostique », en relation avec le toucher. Les patients ont des difficultés à reconnaître les objets tactilement, d'après leur texture, leur taille ou leur poids. Ils restent toutefois capables de les décrire verbalement, de les distinguer  visuellement des objets de même catégorie et de les dessiner. Les astéréognosies sont dues à des lésions du cortex somesthésique (lobe pariétal postérieur).  Il semblerait qu'il existe deux types d'astéréognosie: aperceptive et associative.

### Amorphognosie
L'amorphognosie est définie par un problème de reconnaissance de la taille et de la forme de l'objet.

### Ahylognosie
L'ahylognosie est un problème de reconnaissance de poids, texture, densité et température de l'objet.
Il est possible d'avoir une agnosie tactile unilatérale droite ou gauche.

## Asomatognosies
Perturbation de l'image du corps.

### Anosognosie
L'anosognosie est définie par l'absence de conscience de ses propres troubles.

### Autotopoagnosie
L'autotopoagnosie est un trouble qui affecte la capacité de distinguer les différentes parties de son corps, une fonction généralement maîtrisée vers l'âge de 2 ans.  L'autotopoagnosie n'est pas due à un trouble de langage ou de démence qui perturberait la compréhension, mais c'est un trouble affectant les mécanismes de base qui participent au schéma corporel.

### Hémiasomatognosie
L'hémiasomatognosie : hallucinations kinesthésiques, non-reconnaissance de son propre corps. Un membre paralysé est considéré comme étranger, c'est le « phénomène de la troisième main ».

### Apraxognosie
L'apraxognosie : troubles praxiques et gnosiques.

## Agnosies spatiales

### Héminégligence
L'héminégligence est un symptôme fréquent qui apparaît à la suite d'une lésion cérébrale focale de l'hémisphère pariétal, beaucoup plus fréquent, durable et sévère du côté droit que gauche. Trouble de l'orientation de l'attention spatiale. Le patient ignore partiellement ou totalement les éléments de l'espace situés du côté opposé à la lésion. Ce trouble concerne tous les sens.

#### Héminégligence attentionnelle
Héminégligence attentionnelle : à la suite d'une lésion du cortex visuel V1 dans le lobe occipital, le patient perd conscience de l'hémichamp visuel controlatéral de l'hémisphère lésé. Ce trouble est détectable par la demande de reproduction d'un dessin simple par le patient; ce dernier ne reproduit alors que la moitié du dessin original voir la droite de ses objets. La fonction visuelle reste intacte dans ce trouble: l'œil voit, l'analyse cérébrale des informations recueillies existe toujours (détection du mouvement, réflexe d'évitement d'un objet lancé par le côté pseudo-aveugle du patient), mais le patient a perdu l'accès conscient à ce sens.

#### Héminégligence centrée sur l'objet
L'héminégligence centrée sur l'objet est un trouble attentionnel qui n'est pas dû à un déficit visuel. La personne qui souffre d'héminégligence centrée sur l'objet n'aura pas conscience d'une des moitiés des objets qu'elle regarde. La personne perd conscience de l'hémichamp visuel controlatéral de l'hémisphère lésé, mais cette perte de conscience est chaque fois focalisée sur l'objet et non sur toute une partie de l'espace, indifféremment des objets ou des personnes qui s'y trouvent. Ainsi, toutes les personnes qui se trouvent dans la même pièce qu'une personne souffrant d'une héminégligence centrée sur l'objet pourront être perçues consciemment par celle-ci, mais uniquement leur côté droit, alors que, dans le cas d'une héminégligence spatiale, seules les personnes se trouvant dans la partie droite de la pièce seront perçues consciemment par la personne héminégligente (l'héminégligence du côté visuel gauche de la personne étant la plus fréquente). Ce qui est également remarquable chez les personnes souffrant d'héminégligence centrée sur l'objet est que, si la personne n'a conscience que de la partie droite de l'objet, quand on fait pivoter l'objet de 180 degrés, la personne continue de ne percevoir que la partie qu'elle a précédemment attribuée comme étant le côté droit de l'objet. 

#### Héminégligence rétino-centrée
Héminégligence rétino-centrée : héminégligence relative au point de fixation oculaire.

#### Héminégligence égocentrique
Héminégligence égocentrique : héminéglicence relative au corps du sujet et indépendante du point de fixation oculaire

#### Héminégligence gravitationnelle
Héminégligence gravitationnelle : relative à l'axe gravitationnel haut-bas.